# Mattel
Mattel, Inc. је амерички произвођач играчака са седиштем у Ел Сегунду. Присутан је у 35 држава, а продаје своје производе у више од 150 држава света.
Други је по величини произвођач играчака на свету у смислу прихода, док је испред њега Lego. Његова два највреднија бренда, Barbie и Hot Wheels, проглашени су за најбоље и најпродаваније играчке на свету за 2020. и 2021. годину.